# Christopher Falzone
Christopher Falzone, né à Richmond (Virginie) en 1985 et mort le 21 octobre 2014 à Genève, est un pianiste classique américain.

## Biographie
Jeune prodige, il commence l’étude du piano à l’âge de quatre ans. Plus tard, il entre au Curtis Institute de Philadelphie où il est l'élève de Leon Fleisher et de Claude Franck. Il se produit dès l'âge de huit ans comme soliste avec l'Orchestre symphonique des Jeunes de Walt Disney. Il obtient ensuite de nombreuses distinctions : prix Gilmore en 2004, prix Enesco en 2007 et 2009, ainsi que le premier prix du Concours Martha Argerich, et se produit régulièrement en concert aux États-Unis, notamment avec des orchestres sous la direction de Michael Tilson Thomas à Los Angeles et de Leonard Slatkin à Chicago, mais donne également des récitals en Europe et acquiert une certaine renommée comme interprète de musique contemporaine. Son talent exceptionnel lui permet de jouer dans ses propres transcriptions des œuvres majeures du répertoire concertant pour piano et orchestre, comme le deuxième concerto et le troisième concerto pour piano et orchestre de Rachmaninov, le premier concerto de Tchaïkovski, Ferruccio Busoni : Concerto pour piano, chœur d'hommes et orchestre, op.39.
En 2010, il remporte le Premier Prix Blanche Selva du Concours international de piano d'Orléans puis, en 2011, celui du Concours international Délia Steinberg.
À l'été 2014, il donne un récital au Verbier Festival.
Il se donne la mort en octobre 2014 en se jetant du dixième étage de l'hôpital de Genève. Selon l'éditorialiste Norman Lebrecht, il semble qu'il avait été hospitalisé contre sa volonté.

## Discographie
- Enesco, Sharlat (Sonates et suite de), Christopher Falzone, piano. 2 CD, 019, Sisyphe, 2011